# Vrigstad
Vrigstad – miejscowość (tätort) w Szwecji, w regionie administracyjnym (län) Jönköping, w gminie Sävsjö.
Według danych Szwedzkiego Urzędu Statystycznego liczba ludności wyniosła: 1461 (31 grudnia 2015), 1482 (31 grudnia 2018) i 1485 (31 grudnia 2019).